# Pulcinella
Pulcinella to suita baletowa Igora Strawinskiego skomponowana w 1920 roku.
Balet ten, podobnie jak poprzednie, Strawinski napisał na zamówienie Siergieja Diagilewa. Było to w czasie, kiedy kompozytor już nie współpracował na stałe ze słynnym twórcą Baletów Rosyjskich.
Diagilew powierzył Strawinskiemu zgromadzone jeszcze podczas I wojny światowej manuskrypty nie skończonych i zapomnianych dzieł Pergolesiego, głównie sonaty triowe i arie, z myślą, aby kompozytor dokonał ich redakcji. Strawinski dość daleko odszedł od oryginałów, nadając dziełu własny, niepowtarzalny charakter.
Suita została napisana na małą orkiestrę symfoniczną o podwójnej obsadzie instrumentów dętych, z niewielką obsadą smyczków, z koncertującą rolą kwintetu.
Prapremiera, w choreografii Leonida Miasina, miała miejsce w Operze Paryskiej 15 maja 1920 roku. Scenografia była dziełem Pabla Picassa.
Części suity:
- Sinfonia (uwertura)
- Serenata (Larghetto)
- Scherzino (Allegro, Andantino)
- Tarantella
- Toccata
- Gavotta
- Duetto
- Minuetto
- Finale